# San Juan Lachixila
San Juan Lachixila är en ort i Mexiko.   Den ligger i kommunen Nejapa de Madero och delstaten Oaxaca, i den sydöstra delen av landet, 500 km sydost om huvudstaden Mexico City. San Juan Lachixila ligger 860 meter över havet och antalet invånare är 494.
Terrängen runt San Juan Lachixila är huvudsakligen kuperad, men åt nordost är den bergig. Runt San Juan Lachixila är det glesbefolkat, med 9 invånare per kvadratkilometer. Närmaste större samhälle är Santa María Nativitas Coatlán, 15,3 km öster om San Juan Lachixila. I omgivningarna runt San Juan Lachixila växer huvudsakligen savannskog.